# Leptoconops rhodesiensis
Leptoconops rhodesiensis är en tvåvingeart som beskrevs av Carter 1921. Leptoconops rhodesiensis ingår i släktet Leptoconops och familjen svidknott.
Artens utbredningsområde är Zambia. Inga underarter finns listade i Catalogue of Life.